# Wintermärchen
Wintermärchen, WD5, est un opéra du compositeur belge Philippe Boesmans sur un livret de Luc Bondy et Marie-Louise Bischofberger, créé en 1999 à Bruxelles. L'histoire est adaptée de la pièce de théâtre de William Shakespeare de 1610 Le Conte d'hiver.

## Historique
Philippe Boesmans compose son troisième opéra, Wintermärchen, entre 1997 et 1999. Le livret est adapté depuis la pièce de William Shakespeare par Luc Bondy, auteur avec lequel le compositeur travaille déjà pour son second opéra, Reigen, créé en 1993 à Bruxelles.
Wintermärchen est créé le 10 décembre 1999 à La Monnaie de Bruxelles, dirigé par Antonio Pappano, mis en scène par Luc Bondy avec des costumes d'Erich Wonder, avec l'Orchestre symphonique de La Monnaie et son Chœur. Créé avec succès pour onze représentations à Bruxelles, l'opéra est repris en janvier et février 2000 à l'Opéra national de Lyon et fait l'objet la même année d'un numéro de la revue L'Avant-scène opéra. En novembre, l'ouvrage est monté à l'Opéra de Paris au Théâtre du Châtelet et y est capté, enregistrement paru chez Deutsche Grammophon, et est retransmis sur Arte. La mise en scène lors de la première production place l'action en Sicile durant un hiver enneigé.

## Description
Wintermärchen est un opéra en quatre actes en allemand d'une durée d'environ deux heures et dix minutes, dédié à Bernard et Annick Foccroulle et à Harry Halbreich. Le troisième acte présente un passage de jazz-rock en anglais avec le groupe belge Aka Moon, le saxophoniste Fabrizio Cassol et le chanteur Kris Dane ; ce morceau reçoit un accueil mitigé de la part du public. On retrouve dans la partition des citations du compositeur baroque Claudio Monteverdi et la prosodie se rapproche du bel canto. Le personnage de Greene, joué par le même acteur que Le Temps, narrateur dans la pièce, est ainsi nommé en hommage à l'écrivain de l'histoire originelle, Robert Greene, dont William Shakespeare s'est inspiré pour sa pièce.

### Rôles
| Rôle                     | Voix          | Créateur              |
| ------------------------ | ------------- | --------------------- |
| Léonte                   | baryton       | Dale Duesing          |
| Hermione                 | soprano       | Susan Chilcott        |
| Polixène                 | ténor         | Anthony Rolfe Johnson |
| Camillo/Voix de l'oracle | basse         | Franz-Josef Selig     |
| Paulina                  | mezzo-soprano | Cornelia Kallisch     |
| Greene/Le Temps          | ténor         | Heinz Zednik          |
| Antigonus                | baryton       | Juha Kotilainen       |
| Perdita                  | muet (mime)   | Johanne Saunier       |
| Florizel                 | voix d'homme  | Kris Dane             |
| Mamilius                 | voix d'enfant | Arthur Debski         |

### Orchestration
- Vents : 2 flûtes, 1 flûte piccolo, 2 hautbois, 1 cor anglais, 1 petite clarinette, 1 clarinette, 1 clarinette basse, 2 bassons, 1 contrebasson ;
- cuivres : 3 cors, 3 trompettes, 3 trombones ;
- autres : 5 percussionnistes, 1 harpe, 1 piano (aussi 1 célesta), 1 accordéon ;
- cordes.

### Résumé
L'intrigue se déroule à la Renaissance, à la cour du roi Leonte en Sicile.
Le roi Leonte invite son ami le roi de Bohême, Polixene, à sa cour. Hermione, son épouse, est chargé par le roi de persuader ce dernier de rester encore quelque temps. Cependant, Leonte commence à devenir inexplicablement jaloux de lui, et demande à Camillo, un courtisan, de tuer Polixene. Celui-ci n'obéit pas et lui conseille de retourner en Bohême, ramenant la paix dans la cour. Maximilius, prince de Sicile, va bientôt avoir une petite sœur. Cependant, Leonte répudie sa femme et la jette en prison. Paulina, suivante d'Hermione, essaie de le convaincre de la libérer, en lui faisant comprendre qu'il s'agit bien de son enfant. Leonte ordonne que l'on brûle sa fille mais, sous l'influence du mari de Paulina, décidera finalement de la condamner à l'exil. Le roi fait demander un oracle pour prouver son bon choix mais celle-ci l'accuse. Quand Maximilius meurt de chagrin, ce qui tue également sa mère, Le Temps intervient et ramène Perdita, qui a grandi depuis, et qui est l'amante de Florizel, roi de Bohème. Camillo les ramène tous deux à la cour, lorsque Leonte tombe amoureux de Perdita sans savoir qu'il s'agit de sa fille.

## Enregistrements
- 20/21, 2001, CD, dir. Antonio Pappano, enregistré à Bruxelles[2].